# Anthocharis cethura
Anthocharis cethura é uma espécie de borboleta na subfamília Pierinae. Ela é nativa do sudoeste dos Estados Unidos e do norte do México, onde vive em colinas e encostas no deserto rochoso.
Há muitas subespécies. A subespécie A. c. catalina é endémica para Ilha de Santa Catalina.